# Authi

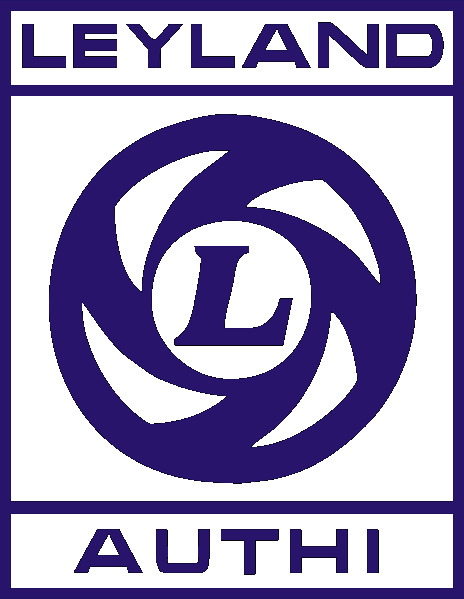
Logo van Leyland Authi

Authi (acroniem van Automóviles de Turismo Hispano-Ingleses) was een  Spaanse autofabrikant, gevestigd in Pamplona.

## Geschiedenis
British Motor Corporation (BMC) had een manier nodig om haar auto's in Spanje te verkopen, dat destijds strikte regels had om lokale autofabrikanten te beschermen tegen geïmporteerde concurrenten en om lokale bedrijven te beschermen tegen buitenlandse overnames. Zodoende bouwde Authi bijna identieke kopieën van een serie Austin- en Morris-automodellen. 
Authi werd officieel geregistreerd op 12 november 1965 onder voorzitterschap van Eduardo Ruiz de Huidrobo y Alzurena, met hoofdkantoor en kantoor in Arazuri, een paar kilometer ten westen van Pamplona. Het aandelenkapitaal was in handen van Nueva Montaña Quijano SA (NMQ), een metaalbewerkingsbedrijf in Santander dat oorspronkelijk was opgericht in 1899. De werkelijke eigenaren van het bedrijf waren Banco Santander en de familie Quijano.
De bank had ook een meerderheidsbelang in FASA-Renault dat sinds 1951 in Valladolid Renaults bouwde voor de Spaanse markt. NMQ had eerder motoren geleverd voor de in Spanje gebouwde Renaults maar het werk droogde op toen Renault de productie van motoren in eigen huis verplaatste. Daardoor viel BMC's zoektocht naar een Spaanse partner die hun auto's voor de Spaanse markt in Spanje kon bouwen samen met de zoektocht van NMQ naar een andere autofabrikant die modellen kon leveren die lokaal geproduceerd konden worden.
Het eerste in Spanje gebouwde Authi-product was de BMC ADO16, meer concreet de Austin en Morris 1100 met hun geavanceerde Hydrolastic-veersysteem. Deze kwamen in januari 1967 op de markt. In oktober 1968 verscheen de Mini 1275 C waarvan de C aan het einde aan de Cooper deed denken. Deze was uitgerust met lederen stoelen, een notenhouten dashboard en met diverse andere uitrustingsdetails die op de in Engeland geproduceerde Mini's niet leverbaar waren.

### BLMC neemt een controlerend aandeel
In juli 1967 werd door BLMC-voorzitter Donald Stokes aangekondigd dat zijn bedrijf een controlerend aandeel van 51% in NMQ had genomen.
In 1973 vond er nog een kapitaalinjectie door British Leyland plaats, waardoor het aandelenkapitaal werd verhoogd tot 2.400 miljoen peseta's en de resterende aandeelhouders zeer weinig invloed op het bedrijf hadden. In dat jaar ging het voorzitterschap van het bedrijf over naar Manuel Diez Alegria. Opvallend in die tijd was het nieuwe onderdelencentrum van het bedrijf met een ultramodern computergestuurd inventariscontrolesysteem, werkend met ponskaarten.

### Succes van de Mini

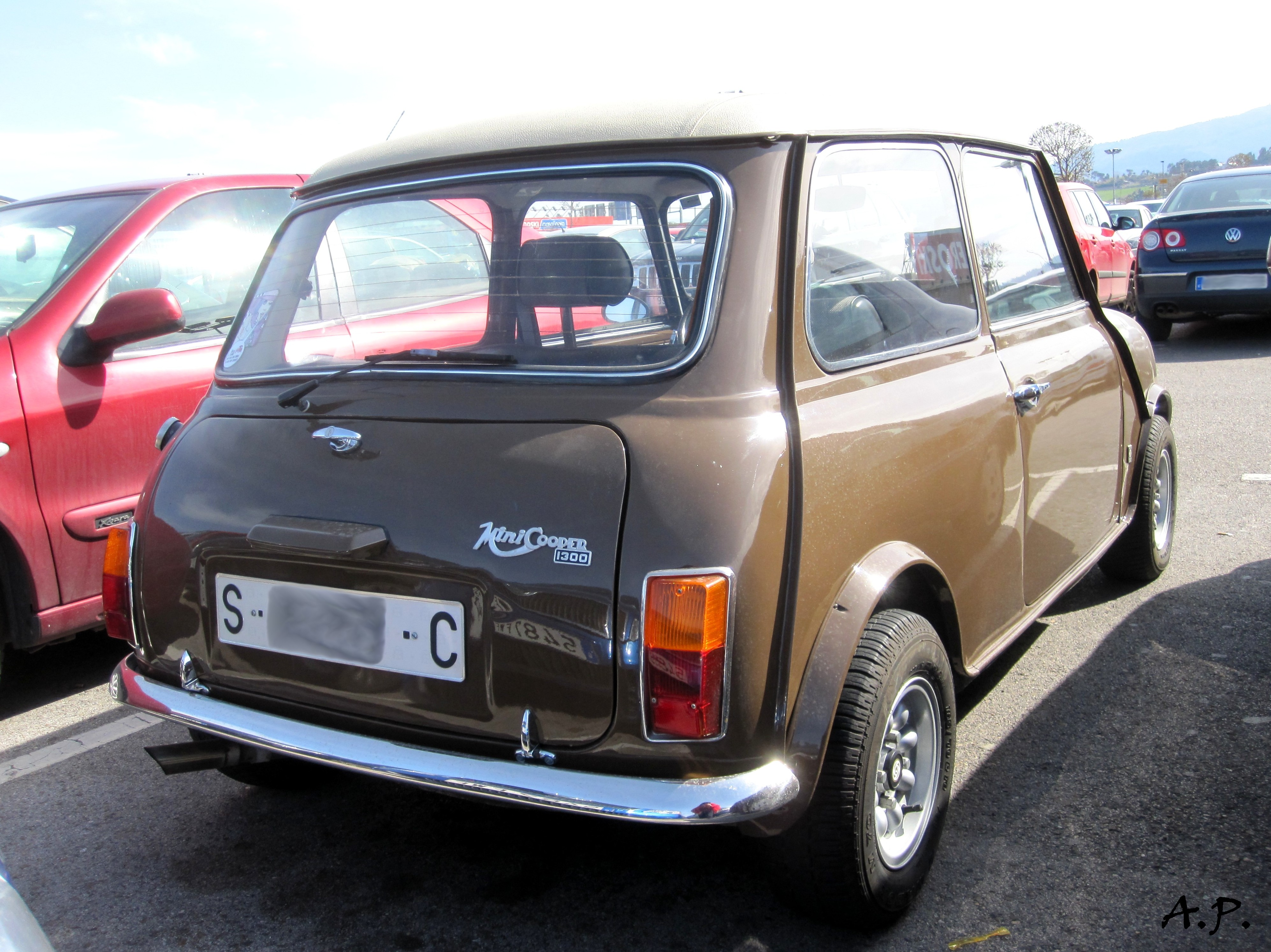
Authi Mini Cooper 1300 (1974)

De massaproductie begon met de opening van de fabriek in Pamplona in 1969. In april van dat jaar kwamen er twee versies van de Mini 1000 op de markt, respectievelijk Standard en Especial. Zelfs de standaardversie werd destijds als relatief goed uitgerust beschouwd. De Mini zou de hoogste verkoopaantallen behalen van alle modellen in de korte geschiedenis van Authi, met meer dan 140.000 exemplaren tegen de tijd dat de fabriek zeven jaar later werd gesloten. 
De auto werd volledig geassembleerd in Pamplona. De carrosserie werd geleverd vanuit Engeland, de motor en de versnellingsbak werden vervaardigd in de eigen fabriek van NMQ in Los Corrales de Buelna. Andere onderdelen, waaronder assen, wielophanging, ruiten en kleinere onderdelen, werden lokaal en in Barcelona geproduceerd om te voldoen aan het strakke protectionistische handelsbeleid van de regering.

### Verminderde reputatie
In januari 1970 werd een Mini 850 aan het assortiment toegevoegd, met vrijwel dezelfde motor als de originele in Engelse Mini uit 1959. Een eenvoudiger uitgeruste Mini 1000 volgde. Dit vergrootte de aantrekkingskracht van het assortiment op de prijsgevoelige Spaanse automarkt maar haalde ook de merknaam Authi omlaag, wat de toekomstige mogelijkheden van het bedrijf om haar auto's duurder te prijzen ten opzichte van door FIAT en Renault ontworpen producten moeilijker maakte.
Tegen die tijd begon de reputatie van het bedrijf ook te lijden onder de gevolgen van onvoldoende investeringen in het dealernetwerk. De service na de verkoop leed omdat de auto's, in sommige opzichten geavanceerder dan de oude modellen die door SEAT en Renault werden aangeboden, vaak niet voldoende werden begrepen door het werkplaatspersoneel van de Authi-dealers.
In 1971 introduceerde Authi de Mini 1275 GT waarvan de specificaties nauw overeenkwamen met die van de overeenkomstige in Engeland gebouwde auto. Deze auto verving het eerste model van het bedrijf, de Mini 1275 C. De lederen stoelen en het notenhouten dashboard van het oude model verdwenen. De 1275 GT was echter scherper geprijsd dan zijn voorganger.

### Na verkoop door failliete Leyland
Het bedrijf bleef bestaan tot 1976 toen British Leyland geen geld meer had en de bijna nieuwe Authi-fabriek werd verkocht aan de autofabrikant SEAT na het mislukken van een bod van General Motors.
Nadat BLMC de productie van haar modellen had stopgezet en de fabriek verkocht aan SEAT, bouwde de Spaanse autofabrikant de SEAT 124, SEAT 131, SEAT Panda en Lancia Beta in de voormalige Authi-fabriek. Volkswagen Navarra SA, gelegen op het industrieterrein Landaben, produceert er nog steeds auto's onder auspiciën van Volkswagen AG.
Er is nog steeds interesse voor de auto's die door Authi werden vervaardigd en die in sommige musea en veel privécollecties te vinden zijn. Net als veel andere ter ziele gegane merken heeft het een aanhang onder autoliefhebbers. Buiten Spanje is de naam relatief onbekend, hoewel de producten op verschillende markten werden verkocht.
Sinds 2010 is de merknaam geregistreerd door Pedro J. Santos, oprichter van Tauro Sport Auto.

## Productie

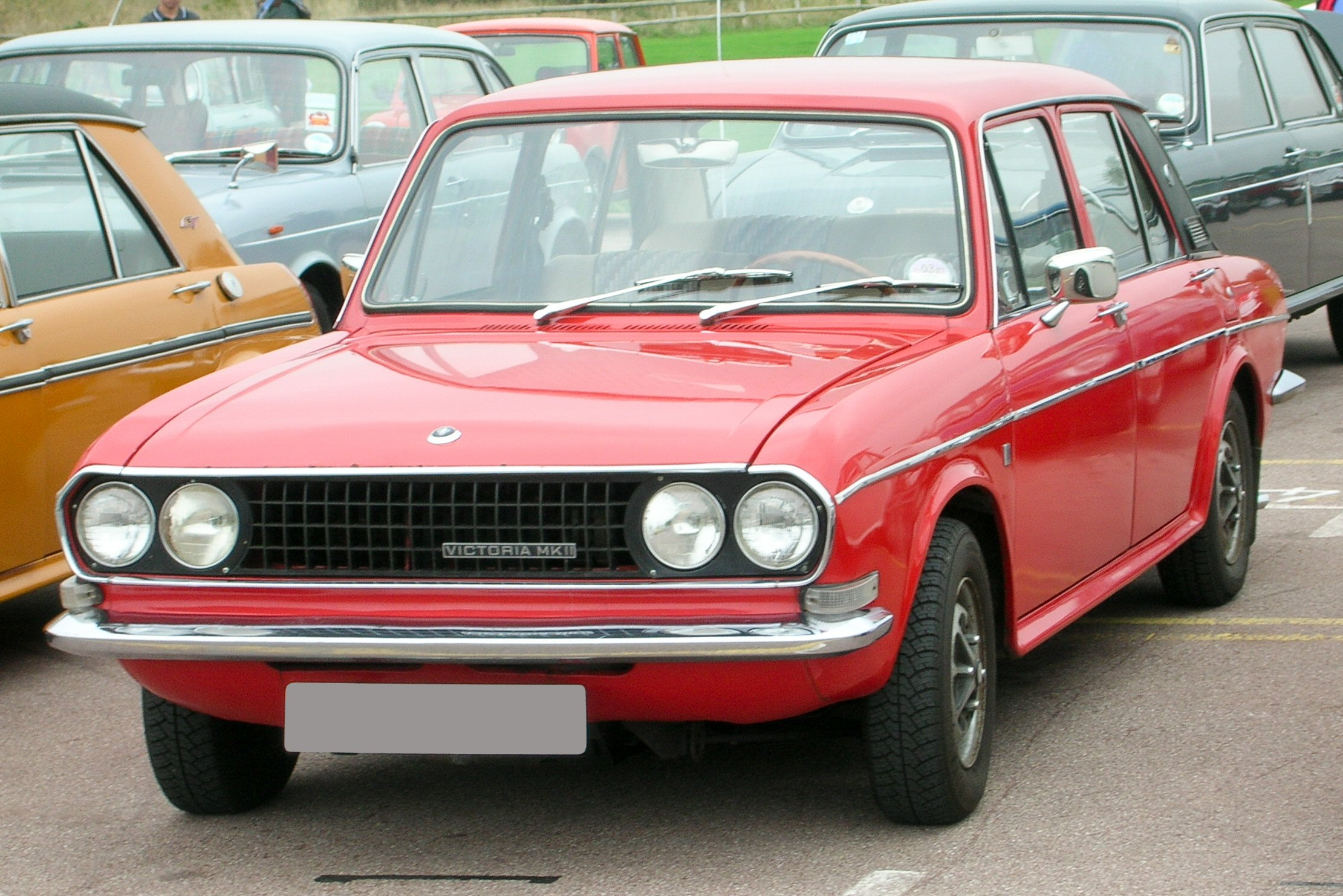
Austin Victoria (1973)

De volgende auto's werden door Authi gebouwd:
- Authi Mini 1968-1975
- Authi Mini Cooper 1973-1975
- Morris 1100/1300 1966-1972
- Austin Victoria en Victoria de Luxe 1972-1975
- Austin de Luxe 1974-1975

| Jaar                        | 1966 | 1967   | 1968   | 1969   | 1970   | 1971   | 1972   | 1973   | 1974   | 1975   |
| Totale jaarlijkse productie | 27   | 14.645 | 21.020 | 15.789 | 18.570 | 31.401 | 34.199 | 43.318 | 30.763 | 15.121 |
| --------------------------- | ---- | ------ | ------ | ------ | ------ | ------ | ------ | ------ | ------ | ------ |